# 蟋蟀雨蛙
蟋蟀雨蛙（Acris gryllus）是美國東南部一種細小的樹蟾。牠們的外觀及習性與北蝗蛙(Acris crepitans （页面存档备份，存于）)很相近，以往一直被認為是同一物種。其種小名是拉丁文蟋蟀的意思。

## 特徵
蟋蟀雨蛙長1.6-3.2厘米，比北蝗蛙更細小。牠們的吻較尖，背上有明顯的黑色斑紋。後腳彎曲後長於身體的一半，向前伸直時可以超越吻部。牠們跳得也較遠。後腳掌上的蹼較疏。

## 分佈及棲息地
蟋蟀雨蛙棲息在海岸平原的、低窪沼澤、池塘及水溝。牠們喜歡陽光充沛的地方，很少在林地出沒。亞種A. g. gryllus分佈在大西洋沿岸平原，由維吉尼亞州經南、北卡羅來納州、喬治亞州、阿拉巴馬州及密西西比州，西至密西西比河。牠們的分佈地在瀑布線東面的地區，沿河谷擴至山麓地帶。亞種A. g. dorsalis則分佈在科羅拉多州半島。

## 習性
蟋蟀雨蛙主要吃昆蟲、蜘蛛及其他節肢動物。在溫暖的天氣下全年也很活躍。

## 繁殖
蟋蟀雨蛙於春末及夏天進行繁殖。每次會產達150顆卵，每一季會繁殖多於一次。

## 外部連結
- Animal Diversity Web （页面存档备份，存于）
- ITIS
- United States Geological Survey